# Gattman
Gattman è un comune (village) degli Stati Uniti d'America, situato nella contea di Monroe, nello Stato del Mississippi.